# Höchstwertprinzip
Das Höchstwertprinzip ist ein Grundsatz ordnungsmäßiger Buchführung, der bei der Bilanzierung des Fremdkapitals als Bewertungsverfahren zu beachten ist. Pendant ist auf der Aktivseite der Bilanz das Niederstwertprinzip.

## Allgemeines
Das Höchstwertprinzip wird auf der Passivseite der Bilanz angewendet und ist für Verbindlichkeiten und Rückstellungen der reziproke Grundsatz zum Niederstwertprinzip. Das Höchstwertprinzip besagt analog, dass für kurzfristige Verbindlichkeiten der höhere Wert angesetzt werden muss (strenges Höchstwertprinzip) und für mittel- und langfristige Verbindlichkeiten nur dann, wenn die Kurssteigerung voraussichtlich von Dauer sein wird (gemildertes Höchstwertprinzip). Bei der Kann-Bestimmung für langfristige Verbindlichkeiten handelt es sich um ein Bewertungswahlrecht. Im Gegensatz zu Wertminderungen bei Vermögensgegenständen kann es bei Fremdkapital umgekehrt zu Werterhöhungen kommen.

## Rechtsfragen
Das Höchstwertprinzip resultiert aus dem Vorsichtsprinzip, Imparitätsprinzip und Realisationsprinzip und bezieht sich ausschließlich auf die Folgebewertung von Fremdkapital, das beim Zugang gemäß § 253 Abs. 1 HGB mit dem Erfüllungsbetrag bewertet wurde. Das das Vorsichtsprinzip konkretisierende Imparitätsprinzip gebietet die Erhöhung von Verbindlichkeiten oder die Bildung von Rückstellungen, wenn am Bilanzstichtag künftig zu realisierende Verluste erwartet werden. Gleichzeitig würde die zu niedrige Bewertung von Passiva zum Ausweis von unrealisierten Gewinnen führen, was durch das Realisationsprinzip verboten ist. Bei Rückstellungen gilt nach § 253 Abs. 1 Satz 2 HGB das Prinzip der vernünftigen kaufmännischen Beurteilung, wonach dem bilanzierenden Unternehmen ein Beurteilungsspielraum eingeräumt wird. Liegt jedoch bei Rückstellungen die Wahrscheinlichkeit, dass ein höherer Erfüllungsbetrag zu erwarten ist, über 50 %, so muss eine höhere Rückstellung gebildet werden. Ein höherer Wert am Stichtag liegt bei einem Fremdwährungskredit vor, wenn er durch einen gestiegenen Wechselkurs zu einer höheren Verbindlichkeit werden kann. Nach dem handelsrechtlichen Höchstwertprinzip darf der Zugangswert (= ursprünglicher Buchwert) einer Rückstellung in der Folge nicht unterschritten, wohl aber überschritten werden. Rückstellungen sind demnach an den nachfolgenden Bilanzstichtagen entweder mit dem Zugangswert oder dem höheren Stichtagswert anzusetzen.
Bei der Folgebewertung ist nach § 256a HGB handelsrechtlich das Höchstwertprinzip solange zu beachten, wie die Restlaufzeit der Verbindlichkeiten mehr als 1 Jahr beträgt. Eingetretene Kursänderungen sind daher nur insoweit zu berücksichtigen, als sie zu einem Ansatz über den ursprünglichen Anschaffungskosten führen. Für Bilanzpositionen mit einer Restlaufzeit von unter einem Jahr hingegen ist bei der Umrechnung das Anschaffungskostenprinzip (§ 253 Abs. 1 Satz 1 HGB) und das Imparitäts- und Realisationsprinzip (§ 252 Abs. 1 Nr. 4 Halbsatz 2 HGB) nicht mehr zu beachten. Entsprechende Regelungen dürften jedoch – auch wenn im Gesetz nicht ausdrücklich erwähnt – gleichfalls auf die Bewertung von Rückstellungen und latenten Steuern anzuwenden sein. Hier hat sich das deutsche Bilanzrecht den internationalen Rechnungslegungsstandards angepasst und das Vorsichtsprinzip außer Kraft gesetzt. Für Kreditinstitute und Finanzdienstleistungsinstitute gilt § 340h HGB, wonach Bewertungsgewinne aus der Währungsumrechnung nur bei kongruent gedeckten, kurzfristigen Schulden nach § 256a HGB auszuweisen sind.
Das Bundesministerium der Finanzen hat sich mit Schreiben vom 16. Juli 2014 zur Problematik der Fremdwährungsverbindlichkeiten geäußert. Fremdwährungsverbindlichkeiten sind unter Berücksichtigung der im zitierten BMF-Schreiben für das Aktivvermögen aufgestellten Grundsätze analog zu bewerten. Eine voraussichtlich dauernde Erhöhung des Kurswertes einer Verbindlichkeit liegt demnach nur bei einer nachhaltigen Erhöhung des Wechselkurses gegenüber dem Kurs bei Entstehung der Verbindlichkeit vor. Hält eine Wechselkurserhöhung im Zusammenhang mit einer Verbindlichkeit des laufenden Geschäftsverkehrs bis zum Zeitpunkt der Aufstellung der Bilanz oder dem vorangegangenen Tilgungszeitpunkt an, ist davon auszugehen, dass die Werterhöhung voraussichtlich von Dauer ist (Rn. 35).

## International
Das Vorsichtsprinzip ist nicht das primäre Ziel von IASC und FASB, weshalb das Höchstwertprinzip in den Rechnungslegungsstandards IAS und US-GAAP unbekannt ist. Verpflichtungen – ohne Laufzeitbegrenzung – sind grundsätzlich zum Barwert (englisch present value) auszuweisen, so dass Fremdwährungsverbindlichkeiten betriebswirtschaftlich tatsachengemäß zum Stichtagskurs angesetzt werden. Die Folgebewertung zum Stichtagskurs ist nach IAS 21.23 verbindlich vorgeschrieben. Kursänderungen schlagen sich dadurch regelmäßig in der Gewinn- und Verlustrechnung nieder, während nach HGB Gewinne oder Verluste bei Laufzeiten von bis zu einem Jahr imparitätisch zu erfassen sind.